# Kühlung (Höhenzug)

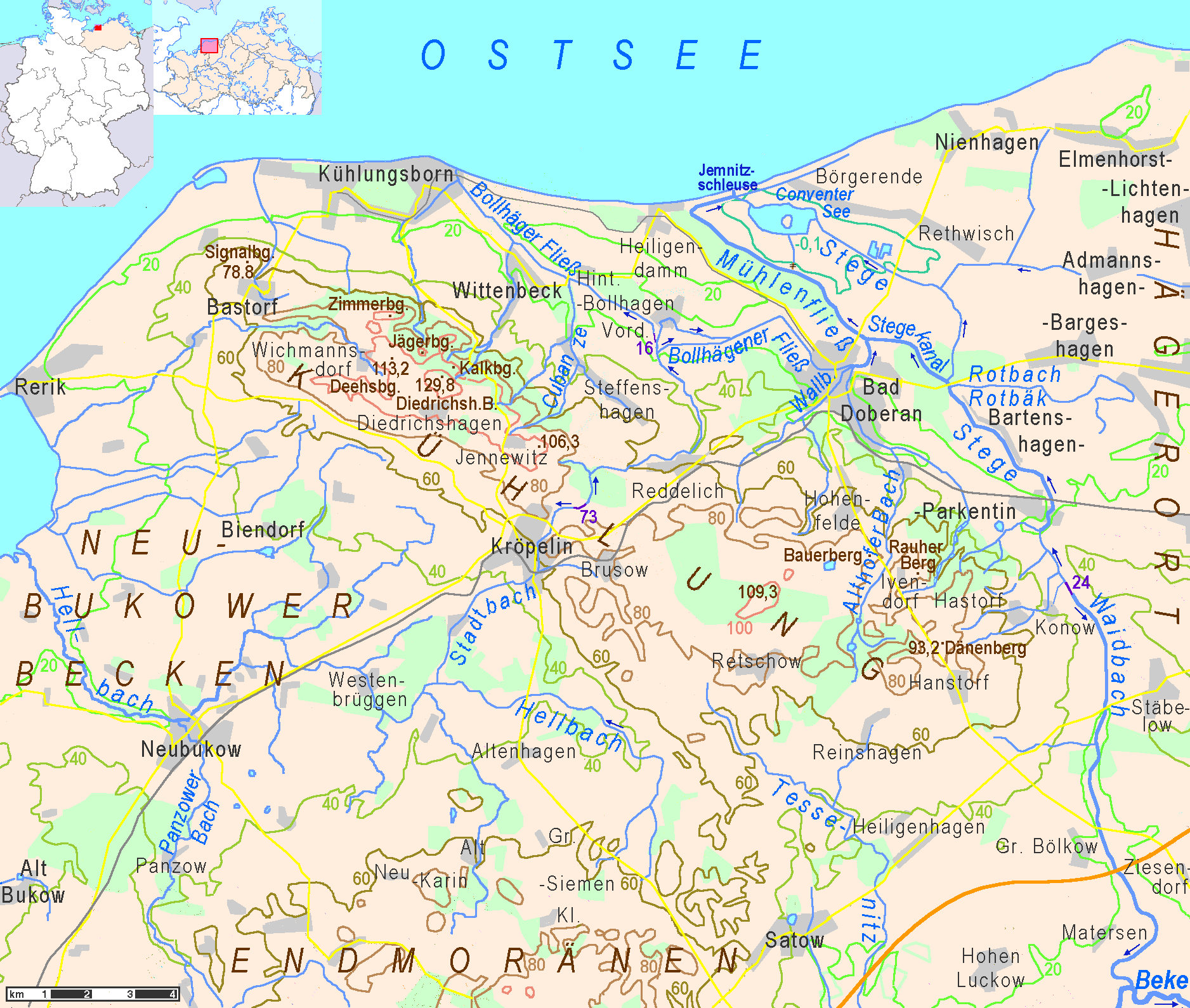
Die Kühlung mit Waldverteilung, Höhenlinien und entwässernden Bächen

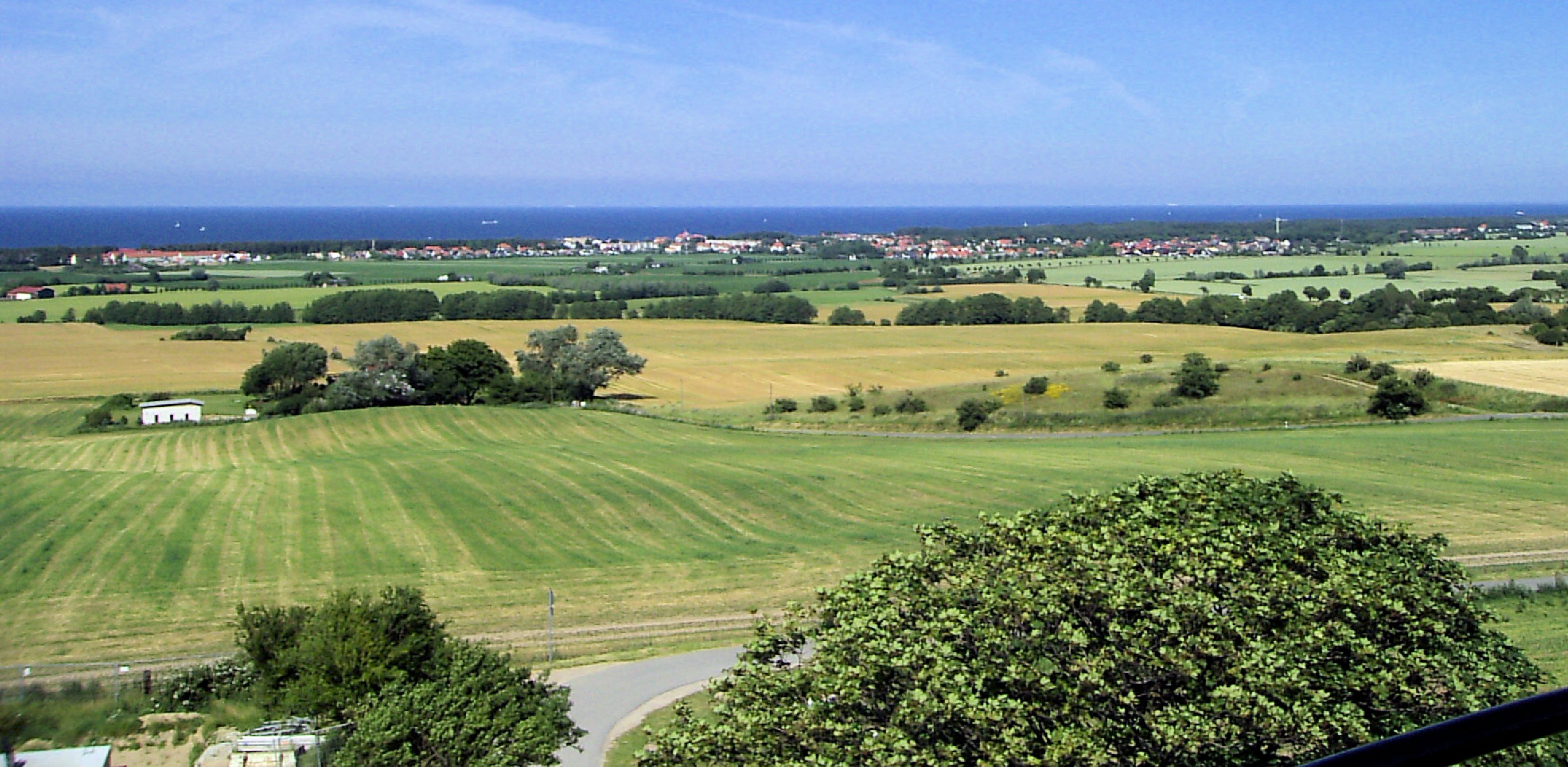
Blick vom Leuchtturm Buk in Richtung Kühlungsborn

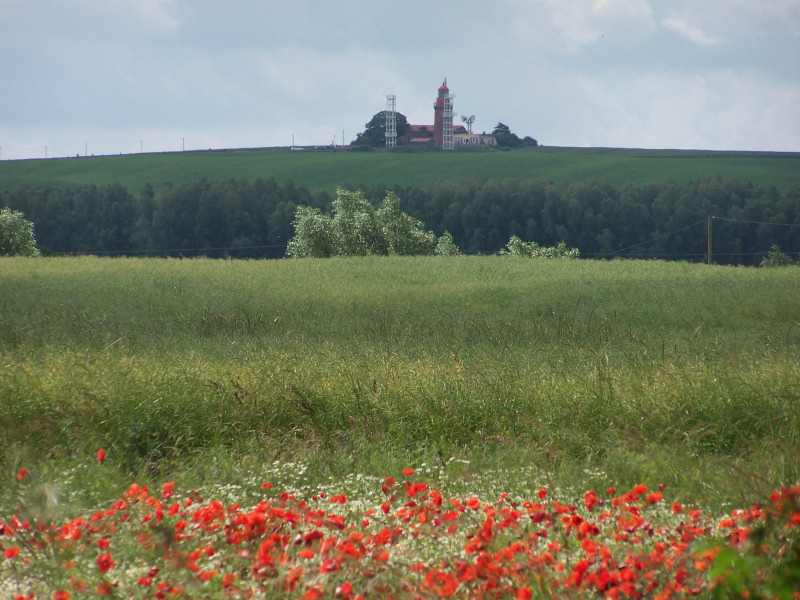
Blick von der Küste zum Leuchtturm Buk auf dem Bastorfer Signalberg

Die Kühlung ist ein bis zu 129,8 m ü. NHN hoher, teilweise bewaldeter Höhenzug in Mecklenburg-Vorpommern westlich und südlich von Bad Doberan. Der Name leitet sich von dem Wort „Kuhlen“ her, bezogen auf einen stark zerklüfteten Nordhang mit kleinen Tälern und Senken. Große Teile sind Landschaftsschutzgebiet.

## Geografische Lage und Landschaft
Die Kühlung liegt im Landkreis Rostock südöstlich der Mecklenburger Bucht und südlich der Ostseeküste. Sie ist Teil des sich von Ostholstein die Küste entlangziehenden Baltischen Landrückens.
Der Höhenzug ist insgesamt etwa 23 km lang und bis zu 8 km breit und erstreckt sich von der Steilküste nördlich von Rerik im Nordwesten bis nach Hanstorf im Südosten. Geologisch ist er eine Stauchmoräne.
Er besteht aus zwei Teilen, den Diedrichshäger Bergen im Nordwesten und den Ivendorfer Höhen im Südosten. Ursprünglich bezog sich der Name Kühlung nur auf den von Tälern und Senken zerklüfteten Waldhang auf der Nordseite der Diedrichshäger Berge. Von diesem ging er auf den Kamm der Diedrichshäger Berge insgesamt über und ist in dieser Bedeutung bekannter als in dem Sinne, wie er in Geowissenschaften und Verwaltung verwendet wird.
Etwas über die Hälfte des Höhenrückens sind mit Feldern und Grünland bedeckt. Die Wälder sind überwiegend Mischwald mit einem hohen Anteil von Buchen, aber auch einigen Eichen.

### Diedrichshagener Berge
Die Diedrichshäger Berge (auch Diedrichshagener Berge genannt) und damit die Kühlung im umgangssprachlichen Sinne sind elf Kilometer lang und zwei bis drei Kilometer breit. Sie beginnen mit dem 78,8 m hohen Bastorfer Signalberg, auf dem weithin sichtbar der Leuchtturm Buk steht, und erreichen am Diedrichshäger Berg fast 130 m ü. NHN. Am Nordhang der Berge gibt es einen zusammenhängenden Waldstreifen, der zwischen 500 Meter und einen Kilometer breit ist und eine Gesamtfläche von 6300 Hektar umfasst. In der Nähe von Kröpelin endet der hohe Kamm. In der Kröpeliner Senke mit dem Torfmoor (hier auch Eigenname) liegt der Scheitel der Kühlung nur 73 m ü. NHN.

### Ivendorfer Höhen
Die Ivendorfer Höhen sind ein bis zu acht Kilometer breites Hochplateau östlich der Kröpeliner Senke, das an drei Stellen über 100 m ü. NHN erreicht und an der Nordostflanke veritable Abhänge und eingeschnittene Täler aufweist, insbesondere im Hütter Wohld bei Parkentin. Außer diesem gibt es auch Wälder auf dem Hochplateau, teilweise sind dies ehemalige Hochmoore.

## Geologie
Die kuppige Hügellandschaft der Kühlung entstand während der letzten großen Eiszeit. Sie gehört zur Hauptendmoräne des Pommerschen Stadiums der Weichselvereisung (vor ca. 15.600 Jahren) und bildet gleichzeitig die Eisrandlage eines weiteren Gletschervorstoßes dieses Stadiums. Weil die Eisschicht der späteren Vereisung nicht mehr so dick und schwer war, dass sie die alte Endmoräne hätte überwinden können, wurde hier Gesteinsmaterial vom Boden des Gletschers aus teilweise größeren Entfernungen hochgeschoben und an die alte Endmoräne angelagert. So entstand hier eine markante Stauchmoräne. In ihrem Relief gleicht die Kühlung eher einem miniaturisierten Mittelgebirge. Es gibt überaus enge Täler und steile Anstiege, wie sie sonst für die Endmoränen des Baltischen Landrückens kaum üblich sind. Die namengebenden Kuhlen sind durch langsam geschmolzene Alteisblöcke entstanden. Einige Findlinge weisen noch auf die „eisige Verfrachtung“ von Gesteinsmaterial hin.

## Kulturdenkmäler und Tourismus
In der Hügellandschaft und in ihrer Umgebung gibt es viele Großsteingräber, die auf frühzeitige Besiedlung schließen lassen. Es gibt Gang- und Hünengräber, Groß- und Urdolmen aus der Jungsteinzeit, die etwa zwischen 4000 und 3000 v. Chr. errichtet wurden.
An verschiedenen Stellen bieten sich von den zahlreichen Wander- und Radwegen gute Aussichtsmöglichkeiten – auch auf die Ostsee. Man kommt darauf an interessanten Naturdenkmälern vorbei, wie Gräbern und Findlingen. Außerdem gibt es ein paar Herrenhäuser, neugotische Bauten, Jugendstilvillen und Parkanlagen.

## Erhebungen
Einige der „Berg“ genannten Teile der Kühlung sind eigentlich nur Hügelvorsprünge. Dagegen sind einige Scheitelpunkte namenlos.
In der Liste stammen die Höhenwerte in Meter (m) über Normalhöhennull (NHN), wenn nicht anders genannt, von :
| - Diedrichshäger Berg (auch Diedrichshagener Berg genannt, 129,8 m) - Mohrsberg (121 m) - Hufenberg (115,5 m) - Deehsberg (113,2 m) - Kalkberg (111,8 m) - Großer Jägerberg (110,3 m) - Zimmerberg (109,7 m) - höchste Erhebung des östlichen Teils bei Hanstorf (109,3 m) - Buchenberg (108,3 m) | - Jägerberg (100,3 m) - Anningsbarg (99,3 m) - Dänenberg (93,2 m, Ivendorfer Höhen) - Bauerberg (92,8 m, Ivendorfer Höhen) - Rauher Berg (90,2 m, Ivendorfer Höhen) - Schlossberg (86 m) - Budenberg (82,8 m) - Franzosenberg (82 m) - Bastorfer Signalberg (78,8 m) mit Leuchtturm Buk |

## Orte
- Kühlungsborn – im Norden
- Bad Doberan – im Osten
- Kröpelin – im Süden
- Rerik – im Westen

## Naturschutz
Große Teile des Höhenzuges gehören zum 12.800 Hektar großen Landschaftsschutzgebiet Kühlung. Nur der südöstliche Teil des Höhenrückens um Retschow und Hanstorf gehört nicht zum Landschaftsschutzgebiet.